# Teodor III Muzaka
Teodor III Muzaka (?-1450) was een Albanese prins uit het adellijk geslacht Muzaka. Teodor III was de laatste heerser van het vorstendom Muzaka in Berat. Het vorstendom zou zich in 1444 aansluiten bij de Liga van Lezhë, een militaire alliantie tegen het Ottomaanse Rijk. Teodor III was hier een van de leidende figuren.

## Biografie
Teodor III was afkomstig uit de Muzaka-dynastie, heersers van het vorstendom Muzaka in het zuiden van Albanië. Teodor III was de zoon van Andrea III Muzaka en Anna Zenebishi, de dochter van de Albanese edelman Gjon Zenebishi.
Teodor III volgde na de dood van zijn oom Teodor II Muzaka, die sneuvelde tijdens de slag op het Merelveld, de heerschappij over het vorstendom Muzaka op. Teodor III was een leidend figuur tijdens de opstand van Albanesen vorsten van 1432 tot 1436, samen met onder anderen Gjergj Arianiti en Gjon Kastrioti, tegen de Ottomaanse Sanjak in Albanië. Dit was echter geen groot succes. In 1444 verenigden de Albanese vorstendommen zich tot de Liga van Lezhë om de Ottomanen definitief te verslaan. Teodor III was medeoprichter en commandant van de Albanese troepen.

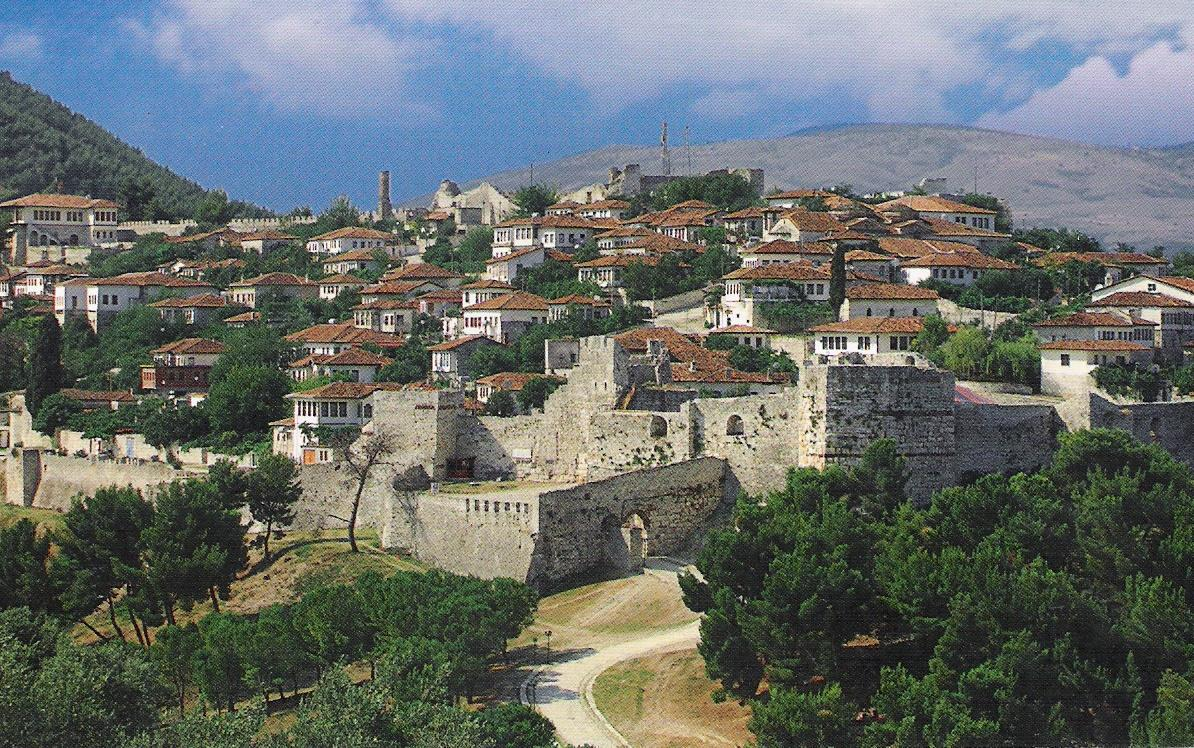
Het kasteel van Berat.

Het Ottomaanse leger rukte tijdens een missie in 1450 vanuit zuid-Albanië op naar Berat en beklom 's nachts het slecht bewaakte kasteel van Berat in en doodde hierbij vijfhonderd Albanese soldaten, inclusief Teodor III Muzaka. De Ottomanen eisten hierna het kasteel van Berat op. Skanderbeg probeerde in 1455 de stad te heroveren tijdens het Beleg van Berat maar deze poging mislukte toen een groter peloton Ottomaans leger aankwam.